# Stephan Freigang
Stephan Freigang, född den 27 september 1967 i Hohenleipisch i dåvarande Östtyskland, är en tysk friidrottare inom långdistanslöpning.
Han tog OS-brons i maraton vid friidrottstävlingarna 1992 i Barcelona. 